# Medea (Mercadante)
Medea è un'opera in tre atti di Saverio Mercadante, su libretto di Felice Romani e Salvatore Cammarano. La prima rappresentazione ebbe luogo al Teatro San Carlo di Napoli il 1º marzo 1851.
Gli interpreti della prima rappresentazione furono:
| Personaggio | Interprete         |
| ----------- | ------------------ |
| Creonte     | Marco Arati        |
| Creusa      | Zecchini           |
| Giasone     | Achille De Bassini |
| Medea       | Rita Gabussi       |
| Timante     | Gaetano Baldanza   |
| Ismene      | Salvetti           |
| Stenelo     | Anafesto Rossi     |

Direttore era Antonio Farelli, la scenografia di Pietro Venieri.

## Trama
L'azione ha luogo in Corinto, pochi anni prima della guerra di Troia.

### Atto I
A Corinto il popolo è in festa perché Creusa, figlia del re Creonte, è in procinto di sposare l'eroe Giasone, capo degli argonauti. A non esserne contenta è invece Medea, che ha già contratto un matrimonio con Giasone.

### Atto II
A complicare la situazione, giunge Timante, principe di Samotracia, innamorato di Creusa. Egli, assieme a Medea, interrompe il matrimonio di Giasone e Creusa, provocando scompiglio.

### Atto III
Giasone sfida Timante a duello e lo uccide. Creusa si rallegra del fatto, e ordina alle sue ancelle di fargli indossare un manto che gli aveva inviato Medea. Il manto però è avvelenato e Creusa muore. Giasone, Creonte e i corinzi, allora, assetati di vendetta, cercando Medea che, quando capisce che sarà presto trovata, si reca in una stanza coi figli che ha avuti da Giasone e li uccide. Quando Giasone, Creonte ed i corinzi la trovano, Medea mostra l'atroce spettacolo al marito, e tutti inorridiscono.

## Struttura musicale
- Sinfonia

### Atto I
- N. 1 - Introduzione, Cavatina di Creusa, Coro, Cavatina di Giasone Perché temi? A te l'amante - Della celeste Venere - Fosti grande allor che apristi - Ah! sì, Creonte, sorgono (Coro, Creusa, Creonte, Giasone)
- N. 2 - Cavatina di Medea Presagio inesplicabile (Medea, Ismene)
- N. 3 - Duetto fra Medea e Giasone Crudel, da te respingermi

### Atto II
- N. 4 - Coro e Cavatina di Timante Muti, obbedienti, immobili - Qual Diva celeste crudel t'adorai!... (Coro, Timante, Stenelo)
- N. 5 - Finale II Dolce figliuol d'Urania - Ah! se manco a te fede - Vanne a terra altar funesto... - All'armi! All'armi...fera contesa (Coro, Creonte, Giasone, Creusa, Medea, Timante)

### Atto III
- N. 6 - Duetto fra Timante e Giasone Volca te solo vittima (Timante, Giasone, Coro)
- N. 7 - Invocazione di Medea Antica notte, Tartaro profondo (Medea, Coro)
- N. 8 - Aria di Creusa Al seno, cingetemi (Creusa, Coro)
- N. 9 - Aria di Giasone Pe' suoi falli aborrita è cotanto (Giasone, Creusa, Coro)
- N. 10 - Aria di Medea e Finaletto Chi m'arresta?...Il braccio mio - L'uscio atterrate... (Medea, Ismene, Coro, Giasone, Creonte)